# Willeman
Willeman és un municipi francès situat al departament del Pas de Calais i a la regió dels Alts de França. L'any 2007 tenia 174 habitants.

## Demografia

### Població
El 2007 la població de fet de Willeman era de 174 persones. Hi havia 76 famílies de les quals 20 eren unipersonals (4 homes vivint sols i 16 dones vivint soles), 28 parelles sense fills, 20 parelles amb fills i 8 famílies monoparentals amb fills.
La població ha evolucionat segons el següent gràfic:
Habitants censats

### Habitatges
El 2007 hi havia 138 habitatges, 76 eren l'habitatge principal de la família, 58 eren segones residències i 4 estaven desocupats. Tots els 107 habitatges eren cases. Dels 76 habitatges principals, 63 estaven ocupats pels seus propietaris, 11 estaven llogats i ocupats pels llogaters i 1 estava cedit a títol gratuït; 3 tenien una cambra, 9 en tenien tres, 21 en tenien quatre i 42 en tenien cinc o més. 61 habitatges disposaven pel capbaix d'una plaça de pàrquing. A 37 habitatges hi havia un automòbil i a 31 n'hi havia dos o més.

### Piràmide de població
La piràmide de població per edats i sexe el 2009 era:
| Homes | Edats   | Dones |
| ----- | ------- | ----- |
| 0     | 95 o +  | 0     |
| 0     | 90 a 94 | 0     |
| 4     | 85 a 89 | 0     |
| 0     | 80 a 84 | 0     |
| 16    | 75 a 79 | 0     |
| 4     | 70 a 74 | 8     |
| 0     | 65 a 69 | 4     |
| 8     | 60 a 64 | 8     |
| 0     | 55 a 59 | 4     |
| 12    | 50 a 54 | 8     |
| 4     | 45 a 49 | 16    |
| 4     | 40 a 44 | 0     |
| 8     | 35 a 39 | 8     |
| 4     | 30 a 34 | 4     |
| 4     | 25 a 29 | 0     |
| 0     | 20 a 24 | 8     |
| 20    | 15 a 19 | 4     |
| 0     | 10 a 14 | 4     |
| 4     | 5 a 9   | 0     |
| 4     | 0 a 4   | 0     |

## Economia
El 2007 la població en edat de treballar era de 108 persones, 68 eren actives i 40 eren inactives. De les 68 persones actives 62 estaven ocupades (36 homes i 26 dones) i 6 estaven aturades (3 homes i 3 dones). De les 40 persones inactives 21 estaven jubilades, 4 estaven estudiant i 15 estaven classificades com a «altres inactius».

### Ingressos
El 2009 a Willeman hi havia 72 unitats fiscals que integraven 154 persones, la mediana anual d'ingressos fiscals per persona era de 16.483 €.

### Activitats econòmiques
Dels 10 establiments que hi havia el 2007, 1 era d'una empresa de construcció, 1 d'una empresa de comerç i reparació d'automòbils, 1 d'una empresa de transport, 1 d'una empresa immobiliària, 2 d'empreses de serveis, 3 d'entitats de l'administració pública i 1 d'una empresa classificada com a «altres activitats de serveis».
Dels 2 establiments de servei als particulars que hi havia el 2009, 1 era un electricista i 1 perruqueria.
L'any 2000 a Willeman hi havia 9 explotacions agrícoles.

## Equipaments sanitaris i escolars
El 2009 hi havia una escola elemental integrada dins d'un grup escolar amb les comunes properes formant una escola dispersa.

## Poblacions més properes
El següent diagrama mostra les poblacions més properes.